# ジョセップ・ボレル
ジョセップ・ボレル・フォンテジェス（カタルーニャ語: Josep Borrell i Fontelles, ジュゼップ・ブレイ・フンテーリャス、1947年4月24日 - ）は、スペインの政治家。
欧州議会議長やスペインの外務大臣などを経て、2019年12月より2024年11月まで、欧州連合外務・安全保障政策上級代表（外相に相当）を務めた。スペインではスペイン社会労働党、欧州議会では欧州社会党の会派に属し、同会派のスペイン出身議員団の代表を務めた。このほか、2010年1月より2012年まで欧州大学院の総長も務めた。

## 経歴
ボレルは父親が経営していた小さなパン屋のあったリェイダ県ラ・ポブラ・ダ・セグールで生まれ育つ。基礎教育は読書で補われていたが、リェイダで中等教育を修了した。ボレルはバルセロナで工業会計を学んでいたが、1年後の1965年にバルセロナを離れ、マドリード工科大学で航空工学を専攻し、1969年に同大学を卒業した。このころボレルはマドリード・コンプルテンセ大学でも経済学を学んでいた。1969年夏、ボレルはイスラエルのキブツに参加し、そこでのちに妻となるフランス人のカロリーナ・メイヨールと出会う。なおカロリーナとはその後離婚している。1975年、技師としてマドリードにある国営石油会社カンプサで働き、他方で同じ年に、当時非合法政党だった社会労働党に入党する。

### 政界入り
1979年、ボレルはマドリード議会の議員となり、1982年に社会労働党のフェリーペ・ゴンサーレス政権で、経済省において財政政策を担当する役職に抜擢される。1998年、ボレルは党内で2000年の総選挙で首相候補を決める予備選挙において、党首のホアキン・アルムニアに対抗して立候補したが、党内の圧力を受けて1999年に候補を辞退した。またボレルは同性愛に対する尊重を示す一方で、自らが同性愛者であるという噂を否定することに追われた。

### 欧州議会にて
2004年、首相で社会労働党党首のホセ・ルイス・ロドリゲス・サパテーロはボレルに対して2004年の欧州議会議員選挙で社会主義系の候補の先頭に立って選挙戦に臨むことを打診され、この選挙で僅差で勝利した。
議長選挙では投票した700人の議員のうち、1回目の投票で388票という絶対多数を獲得した。このときの投票ではボレルのほかにポーランドのブロニスワフ・ゲレメクが208票、フランスのフランシス・ヴュルツが51票を獲得していた。この投票では保守系会派である欧州人民党との合意が成り立っており、ボレルが2004年7月から2年半の議長を務め、その後2007年1月から2009年7月までの2年半はドイツのハンス＝ゲルト・ペテリングと交替する約束が交わされた。2004年7月20日から2007年1月15日まで議長を務め、退任と同時に開発委員会の委員長に就任。
2010年1月、欧州大学院の総長に就任し2012年まで務めた。

### スペイン外相
2018年に国民党（PP）のラホイ首相に対する不信任案が可決されたことで、最大野党であった社会労働党（PSOE）のサンチェス書記長が新たな首相に選出された。これを受けて発足した第1次サンチェス内閣で、ボレルは外務・欧州連合・協力大臣（外相）に任命された。
2019年12月1日に欧州連合外務・安全保障政策上級代表（外相に相当）に就任し、これをもってスペインの外相は退任した。
2022年4月初頭、ウクライナのキエフ北西近郊のブチャでロシア軍による集団虐殺が確認されたと各メディアが報道。同年4月8日、ボレルとEUのウルズラ・フォン・デア・ライエン欧州委員会委員長はキエフを訪問し、ウォロディミル・ゼレンスキー大統領と会談した。ブチャも視察し、フォン・デア・ライエンはEUとしてウクライナを支援することを確約した。

## ギャラリー
- ペルーのペドロ・カスティジョと（2013年12月31日）
- 2022年4月8日、ウルズラ・フォン・デア・ライエン欧州委員会委員長とともにウクライナのキエフを訪問。ウォロディミル・ゼレンスキー大統領と会談した[12]。
- G7外相会合。左からボレル、イギリスのジェームズ・クレバリー、日本の林芳正、米国のアントニー・ブリンケン、ドイツのアンナレーナ・ベアボック、カナダのメラニー・ジョリー、フランスのカトリーヌ・コロナ、イタリアのアントニオ・タイヤーニ（2022年11月4日）。

## 人物
1998年からボレルは元環境相のクリスティーナ・ナルボーナと恋人関係にある。

## 批判
2006年9月28日にボレルは、欧州連合に加盟する北欧諸国は戦争の厳しさを経験していないと発言して、歴史的な知識が不足していることを示した。欧州連合に加盟している北欧の3つの国のうち2つの国は第二次世界大戦期の戦闘にかかわっている。フィンランドはソビエト連邦に攻撃された一方でデンマークはナチス・ドイツの占領を受けていた。ボレルは欧州議会がストラスブールにある土地を議会が取得するという決定を擁護しようと考え、先の発言は欧州議会の決定に異を唱える人びとが戦争を経験していないとされている国の出身であるということを示そうとしたものであった。フィンランドのスウェーデン語紙『フーブスターズブラデット』はボレルに対してフィンランドにある戦争犠牲者の墓地を訪れるべきだとする記事を掲載し、またフィンランド出身の欧州議会議員はボレルのヨーロッパ史の知識について「情けないものだ」とした。
翌日、ボレルは発言についてスウェーデンにのみ言及したつもりであったとして、気分を害した人びとに対して謝罪した。しかしこの発言は批判をさらに増大させる結果にしかならず、デンマーク、ノルウェー、フィンランドの各紙はボレルについて歴史だけでなく地理についても知識が不足していると書きたてた。
2020年2月5日にボレルは、ブリュッセルの欧州議会でのイベントでスウェーデンの環境活動家グレタ・トゥンベリによる気候変動対策を訴えるデモに参加する若者らを『グレタ症候群』と事実上皮肉を込めた発言をし、非難を浴びることとなった。